# Bengt Strömgren
Bengt Georg Daniel Strömgren, danski astronom in astrofizik, * 21. januar 1908, Göteborg, Švedska, † 4. julij 1987.

## Priznanja

### Nagrade
- medalja Bruceove (1959)
- zlata medalja Kraljeve astronomske družbe (1962)
- medalja Karla Schwarzschilda (1969)

### Poimenovanja
Po njem se imenuje asteroid 1846 Bengt.